# Система терморегуляции космического аппарата
Система терморегуляции космического аппарата (система обеспечения температурного режима) — служебная система космического аппарата обеспечивает поддержание баланса между получаемой тепловой энергией и её отдачей, перераспределением тепловой энергией между конструкциями аппарата и таким образом обеспечением заданной температуры.

## Требования к обеспечению температурного режима
Многие узлы требовательны к температурному режиму, не терпят перегрева или переохлаждения. Для различных отсеков аппарата приняты различные нормы относительно температурного режима:
- для обитаемых отсеков пилотируемых космических аппаратов температура должна поддерживаться в диапазоне 18±5 °C;

## Теплообмен со внешней средой
Космический аппарат непрерывно получает тепло от следующих источников:
- внутренние источники: приборы, агрегаты самого аппарата;
- прямое солнечное излучение;
- отражённое от планеты солнечное излучение;
- собственное излучение планеты;
- энергия получаемая от столкновения с молекулами газа верхних слоёв атмосферы планеты.

Одной из особенностей космической среды является то, что единственным способом сброса тепла получаемого аппаратом является излучение, т.к. КА находится в безвоздушном пространстве.
Характерной особенностью источников является то, что количество передаваемого ими аппарату тепла не постоянно. Так при заходе аппарата в тень планеты исчезает прямое солнечное излучение; количество тепла излучаемого бортовым радиокомплексом зависит от того ведёт ли вещание передатчик; трение об атмосферу зависит от высоты орбиты и т. д.

## Пассивные системы терморегулирования
В эту группу входят системы на основе:
- тепловой термоизоляции;
- терморегулирующих покрытий;
- оптимизации взаимного расположения элементов аппарата и источников тепла.

Пассивные системы относительно просты, однако не обеспечивают высокой точности поддержания заданной температуры, потому они нашли применение на объектах, температурный режим которых может изменяться в широких пределах.

## Активные системы терморегулирования
Так как пассивные системы во многих случаях дают слишком широкий диапазон изменения температуры объектов, то их дополняют активными системами, которые осуществляют принудительный теплообмен агрегатов космического аппарата с окружающей средой. Для этого они могут использовать следующие приёмы:
- изменение ориентации космического аппарата;
- изменение внутреннего теплового сопротивления;
- изменение термического сопротивления между выносными поверхностями, играющими роль радиаторов и отсеком, где требуется поддерживать постоянную температуру;
- регулирование излучательной способности поверхности космического аппарата с помощью жалюзи;
- используя электрические или радиоизотопные подогреватели;
- с помощью движения теплоносителя между внешними и внутренними радиаторами.